# جنیوس بار

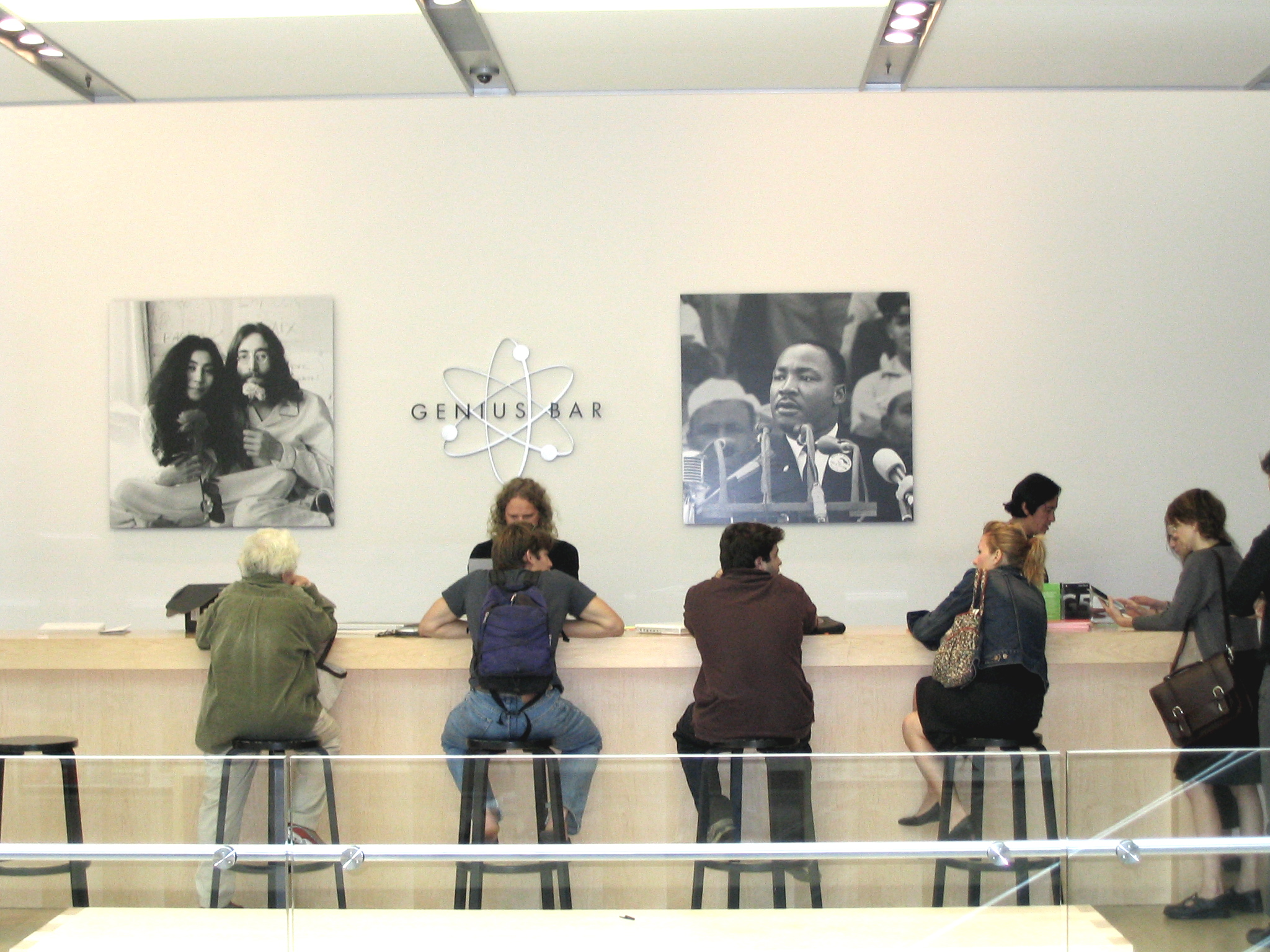
جنیوس بار واقع در فروشگاه اپل سوهو در نیویورک

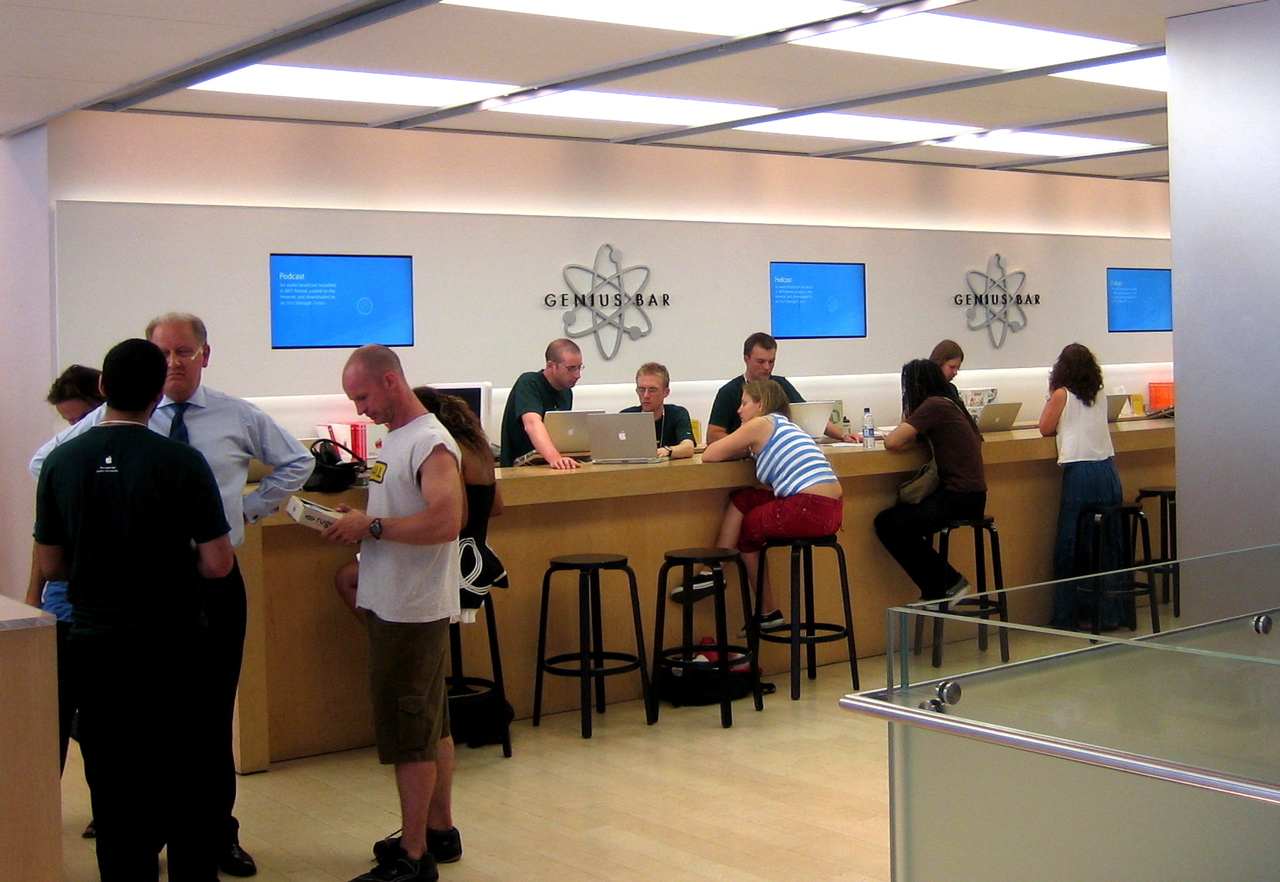
جنیوس بار واقع در فروشگاه اپل لندن

جنیوس بار (به انگلیسی : Genius Bar) یک ایستگاه پشتیبانی فنی است که در فروشگاه‌های اپل وجود دارد و هدف از آن، ارائه خدمات و کمک برای محصولات اپل است. به گفته راب جانسون نائب رئیس ارشد فروش اسبق اپل، «جنیوس بار قلب و روح فروشگاه‌های ماست.»
در جنیوس بار کارمندان به صورت خاصی تعلیم می‌بینند و گواهی می‌گیرند.
وظیفه آن‌ها کمک به مشتریانی است که از نرم‌افزارها یا سخت افزارهای شرکت اپل استفاده می‌کنند.
تمامی تعمیرات داخل فروشگاهی توسط «جنیوس‌ها» (به فارسی: نابغه ها) انجام می‌شود.